# Suits (9.ª temporada)
A nona e última temporada do drama legal americano Suits foi ordenada em 23 de janeiro de 2019. Com sua renovação, foi anunciado que seria a última temporada do show com todos os personagens regulares da temporada anterior retornando.  Ao contrário da segunda até a oitava temporada, a nona temporada consistirá em dez episódios, em vez de dezesseis.   A última temporada estreou na USA Network nos Estados Unidos em 17 de julho de 2019, seguida pela estréia da série spin-off, Pearson. 

## Elenco e personagens
| - Gabriel Macht como Harvey Specter - Rick Hoffman como Louis Litt - Sarah Rafferty como Donna Paulsen - Amanda Schull como Katrina Bennett - Dulé Hill como Alex Williams - Katherine Heigl como Samantha Wheeler - Patrick J. Adams como Mike Ross | - Denise Crosby como Faye Richardson - Aloma Wright como Gretchen Bodinski - Rachael Harris como Sheila Sazs - Sasha Roiz como Thomas Kessler - Jeffrey Nordling como Eric Kaldor - Stephen Macht como Henry Gerard - David Reale como Benjamin - Ray Proscia como Dr. Stan Lipschitz - Alison Louder como Susan - Brian Hallisay como Craig Cameron |

## Episódios
| N.º na série | N.º na temp. | Título                                            | Dirigido por          | Escrito por                       | Exibição original      | Audiência (milhões) |
| --- | ------------ | ------------------------------------------------- | --------------------- | --------------------------------- | ---------------------- | ------------------- |
| 125 | 1            | "Everything's Changed" "Tudo Mudou" (BR)          | Christopher Misiano   | Aaron Korsh                       | 17 de julho de 2019    | 1.04                |
| Donna e Harvey passam a primeira noite juntos, mas decidem não contar a seus colegas por enquanto. Harvey e Samantha lutam para impedir que os clientes de Robert partam enquanto eles estão sendo perseguidos por Eric Kaldor, que se oferece para parar em troca de dez clientes de Harvey. Alex é abordado por um representante da Ordem dos Advogados de Nova York, que sugere que eles têm o poder de substituir Louis por Alex se eles continuarem a se recusar a remover o nome de Zane. Depois de usar essa informação para convencer Louis, Alex tenta organizar uma votação entre os quatro parceiros restantes e Donna, mas Samantha ameaça revelar à Ordem o que realmente aconteceu se eles removerem o nome de Robert. Apoiado em um canto sem nenhuma maneira de convencer os clientes a não pularem de navio, Harvey atribui seus clientes a Kaldor. No entanto, o controle de danos chega tarde demais, já que Louis é forçado a concordar com a supervisão direta da Ordem dos Advogados. |              |                                                   |                       |                                   |                        |                     |
| 126 | 2            | "Special Master" "Vigilância cerrada" (BR)        | Michael Smith         | Genevieve Sparling                | 24 de julho de 2019    | 1.04                |
| Harvey e Donna dizem a Louis sobre seu relacionamento enquanto ele compartilha a notícia da supervisão da Ordem. A representante da Ordem, Faye Richardson, assume o controle total da empresa, que inclui a aprovação de novos casos, determinados a fazer a empresa voar de novo. Samantha quer representar um amigo das Forças Armadas em um caso de rescisão injusta pró-bono, o que implica encorajar sua amiga a aceitar ser oficialmente diagnosticada com TEPT. Incapaz de fazer Samantha desistir do caso por causa do tempo que ela alegou ter recebido, Faye tira o direito de usar os recursos da empresa, então Samantha pede a ajuda de Katrina, enquanto Katrina promete mantê-la na linha. Donna e Harvey trabalham para manter Thomas Kessler como um cliente, mas ele decide ir embora de qualquer maneira. Enquanto isso, Louis faz Benjamin hackear o estatuto da Ordem para encontrar uma brecha que possa usar para forçar Faye a sair da empresa, mas ela descobre e faz Louis escolher entre renunciar ou ser destituído de seu título de sócio-gerente. |              |                                                   |                       |                                   |                        |                     |
| 127 | 3            | "Windmills" "Moinhos de vento" (BR)               | Gabriel Macht         | Marshall Knight & Rob LaMorgese   | 31 de julho de 2019    | 0.94                |
| Faye assume como sócio-gerente interina de Louis. Um velho amigo de Louis apresenta-lhe uma oferta para se tornar um juiz e avisa-o que se ele não tomar agora e toda a situação com Faye termina mal, ele provavelmente nunca terá uma chance de se tornar um juiz novamente. Ele se pergunta como seus amigos mais próximos da empresa fariam sem ele e vice-versa. Samantha convence Alex a colocar as cabeças juntas para encontrar uma maneira legal de se livrar de Faye, mas ela leva as coisas longe demais. Alex a convida para um jantar em família e ela percebe que está desequilibrada desde que Robert saiu. Ela decide procurar sua família biológica. Enquanto isso, Katrina é chantageada por uma associada que sabe sobre seus flertes com Brian e quer ser sua associada em tempo integral, apesar de desobedecer as ordens. Harvey representa um CEO que está prestes a ser demitido por um conselho representado pela antiga firma de Faye, numa tentativa de forçar Faye a cruzar uma linha para ajudar sua antiga firma, mas ela mantém sua inocência. Donna e Harvey prometem sempre apoiar Louis. |              |                                                   |                       |                                   |                        |                     |
| 128 | 4            | "Cairo" "Cairo" (BR)                              | Anton Cropper         | Sharyn Rothstein                  | 7 de agosto de 2019    | 1.00                |
| Faye diz a Donna que seu relacionamento com Harvey é um conflito de interesses e lhe dá um ultimato: romper com Harvey ou perder seu voto no conselho. Alex encontra um velho colega de Bratton Gould, Craig Cameron, que quer que ele convença Samantha a aceitar um acordo, caso contrário Craig exporá o papel de Alex no encobrimento de assassinatos da Reform Corp. Harvey tenta fazer bonito com o pai de Donna, o que prova ser difícil, dado um caso passado que Harvey tratou para ele. Louis descobre que Faye pediu a Katrina que reescrevesse o código da empresa e pediu a Katrina que incluísse uma cláusula que permitiria que ele recuperasse Gretchen de Faye. Os sócios nominais visitam Faye e dizem que todos renunciarão à cláusula do conflito de interesse para deixar Donna manter seu voto. Faye relutantemente concorda depois que todos ameaçam se demitir. |              |                                                   |                       |                                   |                        |                     |
| 129 | 5            | "If the Shoe Fits" "Se o sapato couber" (BR)      | Christopher Misiano   | Jeffrey M. Lee & Jordan Pomaville | 14 de agosto de 2019   | 0.96                |
| Mike retorna a Nova York para escolher uma briga com Harvey. Seu cliente, o jogador de basquete Jeremy Wall, quer sair de seu contrato com a Brick Street por causa das condições de trabalho exploradoras que testemunhou em uma viagem à fábrica. Samantha se envolve quando Harvey entrega o cliente a ela um mês antes e eles concordam em uma briga justa com Faye observando-os de perto. Quando Mike leva as coisas ao público através de um anúncio de jornal prejudicial e recusa a proposta de Samantha para resolver, Samantha fica fumegando. Mike supera Harvey e revela que ele definiu este caso para vencer, sabendo dos movimentos que Harvey faria. Enquanto Harvey admite, Samantha não leva a derrota e produz provas que ela precisa para provar que Mike está errado. Enquanto ela não deixou rastro, Faye sabe o que ela fez e a demite. Louis tenta animar Sheila depois que ela perde uma grande doação devido ao cérebro do bebê. Na terapia, ela revela que tem pensado em desistir de seu trabalho para se tornar uma mãe que fica em casa. Enquanto isso, Donna faz Katrina ver que ela tem que se encontrar para superar Brian. |              |                                                   |                       |                                   |                        |                     |
| 130 | 6            | "Whatever It Takes" "Custe o que custar" (BR)     | Michael Smith         | Ethan Drogin                      | 21 de agosto de 2019   | 1.05                |
| Após a demissão de Samantha, a equipe se reúne para tentar fazer com que Faye seja demitida. Samantha conhece um contato antigo do FBI que concorda em encontrar algo em Faye se Samantha o ajudar a ir atrás de um de seus clientes, Gavin Andrews. Alex e Robert Zane contribuem para ajudar. Mas Samantha é enganada, pois só ela faz sua parte na barganha. Juntos, Harvey e Louis encontram algo em Faye através de seu ex-marido. Durante o processo de divórcio, Faye soube que seu ex estava cobrando demais dos clientes para financiar um processo lucrativo de ação coletiva e o transformou no tribunal. Mas ela convenceu a Ordem a não processá-lo, preservando o dinheiro do processo e permitindo que ela aceitasse o divórcio. Quando Faye descobre, ela confronta Harvey e diz que só fez isso para poupar a filha jovem de ter um pai na prisão. Donna convence Harvey de que essa não é a maneira de se livrar de Faye. Em outro lugar, Brian aparece no escritório de Katrina com uma ação contra um de seus clientes. Ele afirma que só quer que ela seja demitida para que ele possa salvar a cara em sua nova empresa. Durante o processo, no qual Susan ajuda, Brian revela um motivo oculto: ele sente falta de passar um tempo com o Katrina. Quando o episódio termina, Samantha diz a Harvey que localizou seu pai biológico em Pittsburgh. |              |                                                   |                       |                                   |                        |                     |
| 131 | 7            | "Scenic Route" "Estrada cênica" (BR)              | Emile Levisetti       | Garrett Schabb                    | 4 de setembro de 2019  | 1.07                |
| Harvey e Samantha saem por 2 dias em uma rota cênica para conhecer o pai biológico de Samantha. Enquanto isso, Louis finge ser Harvey Specter quando ele confirma um acordo com Reed Tucker que está querendo um acordo com Harvey. Donna pede um favor a Alex, dizendo que ela deveria a ele 2. Enquanto viajava, Samantha relembra algumas lembranças difíceis de sua infância. Enquanto Louis está por aí fingindo ser Harvey, Harold Gunderson fica sabendo que Harvey é o advogado oposto de um caso e Louis aparece dizendo que Harvey o enviou. Harold liga para Harvey e diz para ele encontrá-lo e almoçar com ele, sabendo que ele acabou de almoçar com Tucker. Harvey então descobre que Louis está fingindo ser ele. Louis confronta Harold e diz que ele estava fingindo ser Harvey. Samantha revela a Harvey que ela estava em um relacionamento com Erik Kaldor. Eles chegam a Pittsburgh e Samantha conhece seu pai biológico. Aconteceu que era apenas uma aventura e ele não sabia que ela existia. Sua mãe morreu quando ela tinha 2 anos. Sabendo que ninguém a abandonou, ela ficou aliviada. De volta para casa, Donna surpreende Harvey com o favor que ela pediu a Alex, que era a pintura da mãe de Harvey. Depois de ver isso, ele liga para a mãe e passa algum tempo com ela se arrependendo de ignorá-la por tantos anos. |              |                                                   |                       |                                   |                        |                     |
| 132 | 8            | "Prisoner's Dilemma" "Dilema de prisioneiro" (BR) | Julian Holmes         | Ethan Drogin                      | 11 de setembro de 2019 | 0.97                |
| Harvey chega em casa e encontra Sean Cahill esperando por ele. Cahill diz que Andrew Malik o prendeu por conspiração dois anos antes, por trocar Mike por William Sutter. Sean contrata Harvey como seu advogado para que eles possam se comunicar confidencialmente, mas Malik ainda tenta jogá-los um contra o outro, convencendo Sean a fechar um acordo com Faye. No entanto, Alex e Harvey determinam que o velho inimigo de Malik e Harvey, Charles Forstman, fabricou evidências para voltar a Harvey, levando Harvey a bater em Malik mais uma vez e enviá-lo para a prisão. Enquanto isso, Esther pede a Louis para garantir que a fusão de sua empresa não aconteça porque o homem do outro lado a agrediu e ela não quer se apresentar. Quando Harvey chega em casa, ele descobre que sua mãe teve um ataque cardíaco e faleceu e Donna o conforta. |              |                                                   |                       |                                   |                        |                     |
| 133 | 9            | "Thunder Away" "Arrasando" (BR)                   | Robert Duncan McNeill | Genevieve Sparling                | 18 de setembro de 2019 | 0.96                |
| No funeral da mãe de Harvey, Donna convence Mike a se juntar a Samantha para derrubar Faye. Eles processam Faye por demissão indevida e Faye força Harvey e Louis a defendê-la prometendo sair se vencerem: mas eles não podem contar ao outro lado sobre o negócio, ou ela desmantelará a empresa. O caso explode, causando mais brechas entre Harvey e Louis e Samantha e Mike. Quando Katrina cruza uma linha para tentar ajudar a empresa, Faye a despede. Harvey diz a Mike que está chamando-o de testemunha, fazendo-o se perguntar por que ele parou de confiar nele. |              |                                                   |                       |                                   |                        |                     |
| 134 | 10           | "One Last Con" "Última trapaça" (BR)              | Aaron Korsh           | Aaron Korsh                       | 25 de setembro de 2019 | 0.86                |
| Enquanto o julgamento continua, com Harvey chamando Mike como testemunha e Louis enfrentando a pressão de Robert para encerrar o drama, Faye insiste que Harvey se posicione contra Samantha no dia seguinte para vencer o caso. Harvey então revela a Mike o acordo que fez com Faye para que ela deixe a empresa e admite que nunca deixou de confiar em Mike; que então sugere um último golpe para deter Faye. Mike então oferece a Samantha outra testemunha para testemunhar contra Faye; Katrina, que inicialmente se recusa porque está descontente com a maneira como Harvey a tratou, mas depois que Alex fala com ela, ela diz a Faye que alegará que Faye pediu que ela espionasse Samantha e adulterasse as evidências. Furiosa, Faye ordena que Harvey garanta que Katrina seja retirada da lista de testemunhas, embora ele responda que quer que ela assine um contrato por escrito antes que ele possa prosseguir. Quando Faye chega para assinar o acordo na manhã seguinte, Samantha e Mike gritam com Harvey por adulterar sua testemunha e uma acontece uma briga. Quando Faye intervém, Gretchen, a quem Louis conversou no dia anterior, troca os documentos no último segundo, resultando em Faye, sem saber, assinar um documento admitindo testemunhar adulteração, essencialmente expulsando-a da empresa a pedido do grupo. Ela ainda se recusa a recuar até Harvey a convencer em particular a sair, e Louis contrata Samantha na empresa. No dia seguinte, Louis e Sheila se casam com Stan oficiando sua cerimônia, logo Sheila entra em trabalho de parto, levando-os a irem ao hospital. No calor do momento, Harvey propõe Donna e eles se casam no local. Depois que Sheila dá à luz uma filha, Harvey e Donna revelam a Louis que eles estão renunciando à empresa e se mudando para Seattle para trabalhar com Mike e Rachel. Embora isso seja o que Harvey disse a Faye, ele admite que, embora goste de cruzar as linhas morais, ele quer fazer isso pelos mocinhos desta vez. Mais tarde, Louis oferece a Samantha a posição de co-gerente ao lado dele, e ela concorda com a condição de que eles adicionem o Katrina como um sócio nominal como agradecimento por ajudar a salvar sua empresa. Antes de partir para Seattle, Harvey é visitado por Mike; que o "entrevista" para seu novo emprego. Enquanto Donna e Louis descem o elevador pela última vez juntos, Harvey olha em volta do escritório uma última vez antes de sair para sempre. |              |                                                   |                       |                                   |                        |                     |

## Audiência
| №  | Título                 | Exibição original      | Rating/share (18–49) | Audiência (em milhões) | DVR (18–49) | Audiência em DVR (milhões) | Total (18–49) | Audiência total (em milhões) |
| -- | ---------------------- | ---------------------- | -------------------- | ---------------------- | ----------- | -------------------------- | ------------- | ---------------------------- |
| 1  | "Everything's Changed" | 17 de julho de 2019    | 0.2                  | 1.04                   | 0.3         | 1.24                       | 0.5           | 2.28                         |
| 2  | "Special Master"       | 24 de julho de 2019    | 0.2                  | 1.04                   | 0.3         | 1.08                       | 0.5           | 2.12                         |
| 3  | "Windmills"            | 31 de julho de 2019    | 0.2                  | 0.94                   | 0.3         | 1.17                       | 0.5           | 2.11                         |
| 4  | "Cairo"                | 7 de agosto de 2019    | 0.2                  | 1.00                   | N/A         | 1.06                       | N/A           | 2.06                         |
| 5  | "If the Shoe Fits"     | 14 de agosto de 2019   | 0.2                  | 0.96                   | 0.3         | 1.22                       | 0.5           | 2.18                         |
| 6  | "Whatever It Takes"    | 21 de agosto de 2019   | 0.2                  | 1.05                   | 0.2         | 0.94                       | 0.4           | 1.99                         |
| 7  | "Scenic Route"         | 4 de setembro de 2019  | 0.2                  | 1.07                   | 0.2         | 0.85                       | 0.4           | 1.92                         |
| 8  | "Prisoner's Dilemma"   | 11 de setembro de 2019 | 0.2                  | 0.97                   | 0.2         | 0.84                       | 0.3           | 1.80                         |
| 9  | "Thunder Away"         | 18 de setembro de 2019 | 0.2                  | 0.96                   | 0.2         | 0.92                       | 0.4           | 1.88                         |
| 10 | "One Last Con"         | 26 de setembro de 2019 | 0.2                  | 0.86                   | 0.2         | 0.93                       | 0.4           | 1.79                         |

Notas
1. 1 2 3 4 5  As classificações Live +7 não estavam disponíveis, portanto, as classificações Live +3 foram usadas.

## Produção

### Decisão da temporada final
Com a renovação, o criador Aaron Korsh ofereceu uma visão sobre a decisão de encerrar o show com uma nona temporada de 10 episódios.  Ele afirmou que ele e a USA Network decidiram estender os contratos de elenco por mais dois anos além da 7ª temporada depois que eles encerraram a produção na 6ª temporada. Falando na curta temporada final, ele compartilhou: "Nossas temporadas de inverno consistem em 6 episódios, então, todos nós sentimos que seria muito difícil ter um final truncado para a temporada. Sempre quisemos ter os 10 grandes no verão, para sair com uma nota alta, por assim dizer." 

### Casting
Korsh revelou intenções de trazer de volta personagens do passado como "sempre esteve no léxico de Suits para trazer as pessoas de volta e isso porque eu acho que é assim que a vida funciona", mas os escritores estavam decidindo sobre quem exatamente eles queriam trazer de volta  como muitos personagens retornando impediriam a história de avançar.  Ele negou rumores de que se Meghan Markle voltasse para uma participação especial seria em troca de uma grande doação para caridade, embora ele tenha dito que ele e Patrick J. Adams estavam pensando em trazer Mike Ross de volta para a temporada final se funcionasse com o cronograma de Adams.  Ao mesmo tempo, ele afirmou que um cross-over com personagens de Pearson não havia sido descartado nem planejado.   Em 3 de junho de 2019, foi anunciado oficialmente que Adams retornaria como ator convidado para o quinto episódio da temporada.  Korsh também sugeriu que ele poderia voltar a aparecer no final da série, embora isso ainda fosse incerto.  Além disso, Korsh afirmou que sempre receberiam Markle de volta se ela quisesse entrar, mas ele não viu isso acontecer. 
Após o final da oitava temporada, Korsh declarou em uma entrevista que Robert Zane, personagem de Wendell Pierce, foi escrito fora do show dada a disponibilidade incerta de Pierce para a nona temporada.  No entanto, Korsh esperava que eles pudessem trazê-lo de volta. 

### Roteiro
Além disso, Korsh compartilhou que a nona temporada aconteceria logo após o final da oitava temporada.   Após o final da oitava temporada, Korsh ainda compartilhou que a nona temporada iria explorar a nova relação entre Donna e Harvey e brincou que poderia haver casamento e morte na temporada final.   No retorno de Patrick J. Adams, Korsh explicou que o veríamos Mike envolvido em um caso contra Harvey e Samantha. 